# Floris I av Holland
Floris I av Holland, född 1017, död 1061, var regerande greve av Holland 1049–1061.